# Nat Lofthouse
Nathaniel "Nat" Lofthouse OBE (27. august 1925 – 15. januar 2011) var en engelsk fodboldspiller, der spillede hele sin aktive karriere, fra 1946 til 1960, som angriber hos Bolton Wanderers i sin fødeby. Med klubben vandt han FA Cuppen i 1958. Her scorede han begge mål i finalesejren på 2-0 over Manchester United. I 1956 blev han topscorer i den bedste engelske liga, og han er fortsat den mest scorende spiller i Bolton Wanderers' historie.
Lofthouse blev desuden noteret for 33 kampe og hele 30 scoringer for Englands landshold. Han repræsenterede sit land ved VM i 1954 i Schweiz.

## Titler
FA Cup
- 1958 med Bolton Wanderers